# John Baird, I visconte Stonehaven
John Lawrence Baird, I visconte Stonehaven (Chelsea, 27 aprile 1874 – Stonehaven, 20 agosto 1941), è stato un politico britannico, governatore generale dell'Australia dal 1925 al 1931.

## Gli inizi
Baird, figlio del baronetto Sir Alexander Baird, viene educato ad Eton e all'Università di Oxford, da lui abbandonata senza essere riuscito a conseguire la laurea. Nel 1894 egli viene nominato aiutante di campo del Governatore del Nuovo Galles del Sud, funzione corrispondente all'attuale servizio diplomatico. Nel 1905 Baird sposa Ethel Sydney Keith-Falconer, figlia di Arthur Keith, decimo Conte di Kintore. Nel 1966 la signora Baird diventerà la decana della Camera dei Lord.

## Carriera parlamentare
Nelle gennaio 1910 Baird viene eletto alla Camera dei Comuni nel collegio di Rugby, nelle file del partito conservatore. Nel 1922 egli entra come ministro dei trasporti nel governo Andrew Bonar Law e verrà confermato dal successore Stanley Baldwin. Nel gennaio del 1924 con l'ascesa al potere dei laburisti di Ramsay MacDonald sino al dicembre dello stesso anno, data che segna il ritorno al governo dei conservatori, esercita il ruolo di parlamentare dell'opposizione. In coincidenza con l'insediamento del governo conservatore egli accetta la carica di Governatore Generale dell'Australia e viene nominato Barone di Stonehaven e cavaliere di gran croce dell'ordine di San Michele e San Giorgio (GCMG).

## Australia
Come da prassi al primo ministro australiano Stanley Bruce, viene sottoposta una rosa di candidati tra i quali egli sceglierà John Baird.
Baird (ora Barone di Stonehaven) nell'ottobre del 1925  arriva in Australia dove stabilisce buone relazioni con Bruce, con il quale ha molto in comune. Come il suo predecessore anche Baird constata che il governo australiano non vede nel Governatore il rappresentante degli interessi britannici ma solamente una figura simbolica. La conferenza imperiale del 1926 riconoscerà di fatto l'indipendenza dell'Australia e la fine del ruolo diplomatico del Governatore Generale. Da quel momento il ruolo del Governatore Generale è stato esclusivamente quello di rappresentante personale della Corona.
Ci saranno altri cambiamenti durante il mandato del Barone di Stonehaven. Nel maggio del 1927 Baird inaugurerà la prima sessione del parlamento australiano nella sua nuova sede a Canberra, dove  risiederà nella nuova sede ufficiale del Governatorato, comunemente conosciuta  come Yarralumla. Questo significa fare avanti e indietro tra le sedi del governo di  Sydney e Melbourne. Allo stesso tempo, l'avvento dell'aviazione del quale Stonehaven è un pioniere, faciliterà i viaggi intorno all'Australia.
La maggior parte dell'era Stonehaven è stata caratterizzata dal governo Bruce, il quale nel settembre del 1929, dopo un'inaspettata sconfitta parlamentare, chiede al Governatore di sciogliere le camere. La legislatura ha un solo anno di vita e il Barone di Stonehaven è restio ad accogliere la domanda del premier ma alla fine indice le elezioni anticipate che vedranno la pesante sconfitta dei nazionalisti di Bruce. Baird conferisce il mandato di formare il nuovo governo al leader laburista James Scullin con il quale instaurerà dei rapporti caratterizzati da correttezza istituzionale e, a causa delle diverse visioni politiche, da umana freddezza. Per Baird è stata una fortuna che il suo mandato sia scaduto nel 1930, prima della tempesta politica che travolgerà il governo laburista. Stonehaven, il quale non viene consultato da Scullin sulla scelta del suo successore, lascia l'Australia nell'ottobre del 1930 per far ritorno in Gran Bretagna dove viene eletto presidente del Partito Conservatore e elevato a Visconte di Stonehaven. Il 20 agosto 1941 egli morirà a causa di una crisi cardiaca a Ury House, Stonehaven, Scozia, lasciando la moglie, due figli e tre figlie.
Fu membro della massoneria e, negli anni in cui fu governatore generale (1925–1930), fu anche Gran maestro della Gran Loggia unita del Nuovo Galles del Sud.

## Ascendenza
|                                   |                                      |                                    | Genitori                                |  |  | Nonni |  |  | Bisnonni        |  |  | Trisnonni     |  |
|                                   |                                      |                                    |                                         |  |  |       |  |  | Alexander Baird |  |  | William Baird |  |
|                                   |                                      |                                    |                                         |  |  |       |  |  | Alexander Baird |  |  | William Baird |  |
|                                   |                                      | Jean Baillie                       |                                         |  |  |       |  |  | Alexander Baird |  |  |               |  |
| John Baird                        |                                      |                                    |                                         |  |  |       |  |  | Alexander Baird |  |  |               |  |
|                                   |                                      | Jane Moffat                        | James Moffat                            |  |  |       |  |  |                 |  |  |               |  |
|                                   |                                      | Jane Moffat                        | James Moffat                            |  |  |       |  |  |                 |  |  |               |  |
|                                   |                                      | Jane Moffat                        | Janet Craig                             |  |  |       |  |  |                 |  |  |               |  |
| Alexander Baird, I baronetto      |                                      | Jane Moffat                        |                                         |  |  |       |  |  |                 |  |  |               |  |
|                                   |                                      | John Findlay                       | …                                       |  |  |       |  |  |                 |  |  |               |  |
|                                   |                                      | John Findlay                       | …                                       |  |  |       |  |  |                 |  |  |               |  |
|                                   |                                      | John Findlay                       | …                                       |  |  |       |  |  |                 |  |  |               |  |
| Margaret Findlay                  |                                      | John Findlay                       |                                         |  |  |       |  |  |                 |  |  |               |  |
|                                   |                                      | …                                  | …                                       |  |  |       |  |  |                 |  |  |               |  |
|                                   |                                      | …                                  | …                                       |  |  |       |  |  |                 |  |  |               |  |
|                                   |                                      | …                                  | …                                       |  |  |       |  |  |                 |  |  |               |  |
| John Baird, I visconte Stonehaven |                                      | …                                  |                                         |  |  |       |  |  |                 |  |  |               |  |
|                                   | Lawrence Vaughan Palk, III baronetto | Lawrence Palk, II baronetto        |                                         |  |  |       |  |  |                 |  |  |               |  |
|                                   | Lawrence Vaughan Palk, III baronetto | Lawrence Palk, II baronetto        |                                         |  |  |       |  |  |                 |  |  |               |  |
|                                   | Lawrence Vaughan Palk, III baronetto | Dorothy Elizabeth Vaughan          |                                         |  |  |       |  |  |                 |  |  |               |  |
| Lawrence Palk, I barone Haldon    | Lawrence Vaughan Palk, III baronetto |                                    |                                         |  |  |       |  |  |                 |  |  |               |  |
|                                   |                                      | Anna Eleanora Wrey                 | Bourchier Wrey, VII baronetto           |  |  |       |  |  |                 |  |  |               |  |
|                                   |                                      | Anna Eleanora Wrey                 | Bourchier Wrey, VII baronetto           |  |  |       |  |  |                 |  |  |               |  |
|                                   |                                      | Anna Eleanora Wrey                 | Anne Palk                               |  |  |       |  |  |                 |  |  |               |  |
| Annette Maria Palk                |                                      | Anna Eleanora Wrey                 |                                         |  |  |       |  |  |                 |  |  |               |  |
|                                   |                                      | Thomas Henry Hesketh, IV baronetto | Thomas Dalrymple Hesketh, III baronetto |  |  |       |  |  |                 |  |  |               |  |
|                                   |                                      | Thomas Henry Hesketh, IV baronetto | Thomas Dalrymple Hesketh, III baronetto |  |  |       |  |  |                 |  |  |               |  |
|                                   |                                      | Thomas Henry Hesketh, IV baronetto | Sophia Hinde                            |  |  |       |  |  |                 |  |  |               |  |
| Maria Harriett Hesketh            |                                      | Thomas Henry Hesketh, IV baronetto |                                         |  |  |       |  |  |                 |  |  |               |  |
|                                   |                                      | Annette Maria Bomford              | Robert Bomford                          |  |  |       |  |  |                 |  |  |               |  |
|                                   |                                      | Annette Maria Bomford              | Robert Bomford                          |  |  |       |  |  |                 |  |  |               |  |
|                                   |                                      | Annette Maria Bomford              | Maria Massy-Dawson                      |  |  |       |  |  |                 |  |  |               |  |
|                                   |                                      | Annette Maria Bomford              |                                         |  |  |       |  |  |                 |  |  |               |  |